# Kempinski
Kempinski es una empresa de hoteles fundada en 1897. Kempinski Hotels, la marca comercial del grupo matriz, Kempinski Aktiengesellschaft, es una sociedad anónima independiente alemana, con negocios en el sector hotelero, de conferencias y cáterin. 
Kempinski Hotels es dueño y administrador de un total de 60 hoteles en diferentes países. Otros 43 hoteles se encuentran o bien en fase final de proyecto o en construcción en Europa, Oriente Medio, Asia e Iberoamérica. Kempinski está controlado por la Crown Property Bureau de Tailandia. Kempinski es miembro de la Global Hotel Alliance, de la que también forman parte Anantara, Cham, Dusit, Landis, Leela, Marco Polo, Omni y Pan Pacific, totalizando 160 hoteles de gama alta, de lujo, así como de gama baja con un total de 46.000 habitaciones en 41 países. El consejero delegado de Kempinski es, desde 2014, Alejandro Bernabe. 

## Hoteles

### Alemania
- Hotel Adlon Kempinski, Berlín
- Kempinski Hotel Bristol, Berlín
- Hotel Taschenbergpalais Dresden Kempinski, Dresde
- Kempinski Hotel Rotes Ross, Halle-Leipzig
- Hotel Atlantic Kempinski, Hamburgo
- Kempinski Hotel Falkenstein, Koenigstein im Taunus, Fráncfort
- Kempinski Hotel Gravenbruch, Fráncfort
- Schloss Reinhartshausen Kempinski, Eltville Fráncfort
- Kempinski Hotel Airport Munich, Múnich
- Hotel Vier Jahreszeiten Kempinski, Múnich

### Resto de Europa

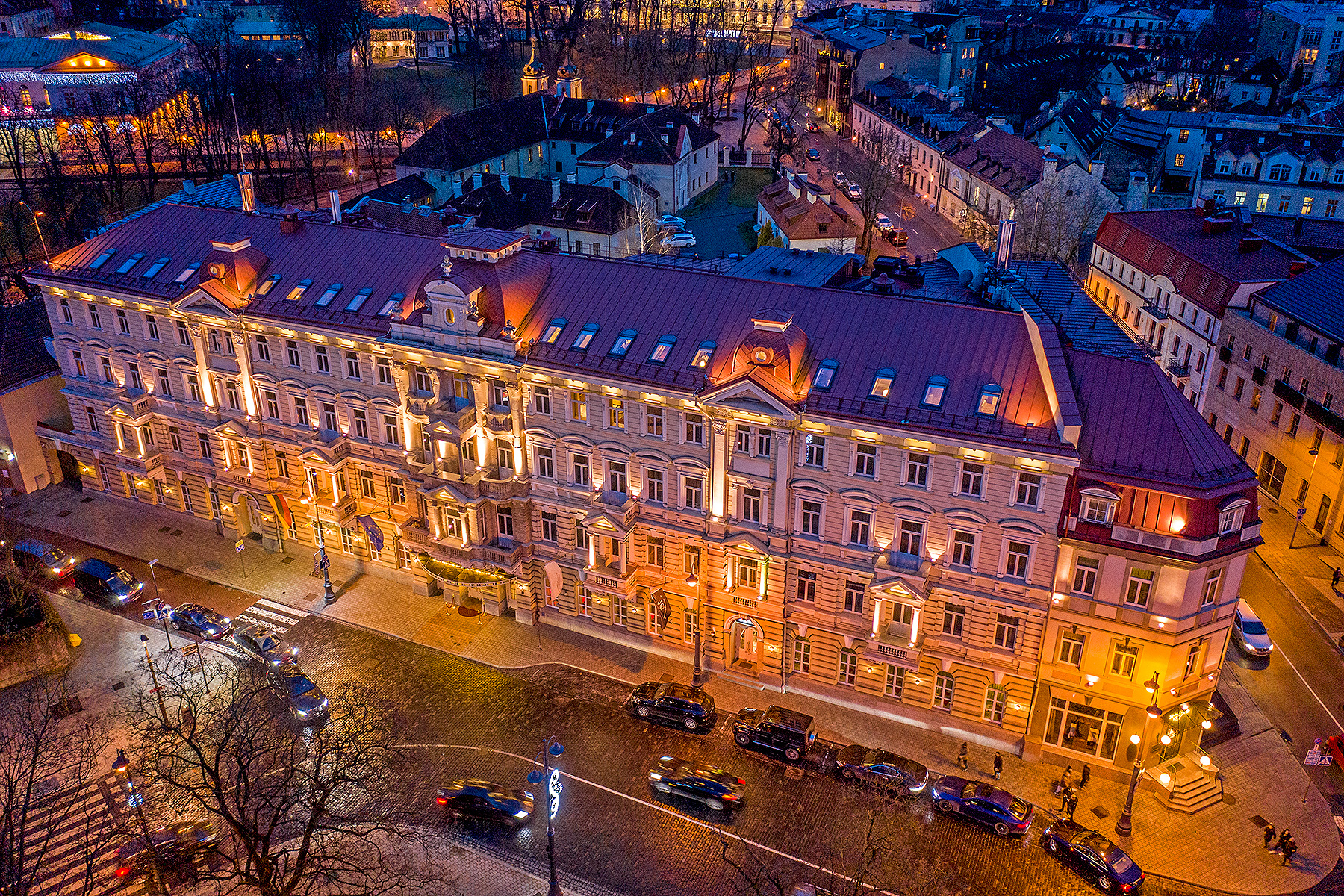
Vilnius

- Kempinski Yerevan Hotel, Ereván, Armenia (apertura 2013)
- Kempinski Hotel Dukes' Palace, Brujas, Bélgica
- Kempinski Hotel Zografski, Sofía, Bulgaria
- Kempinski Hotel Grand Arena, Bansko, Bulgaria
- Kempinski Hotel Adriatic, Istria, Croacia
- Kempinski Hybernská, Praga, República Checa
- Kempinski Hotel Corvinus, Budapest, Hungría
- Kempinski Hotel Giardino di Costanza, Sicilia, Italia
- Kempinski Hotel San Lawrenz, Gozo, Malta
- Hotel Baltschug Kempinski, Moscú, Rusia
- Kempinski Hotel Moika 22, San Petersburgo, Rusia
- Grand Hotel Kempinski High Tatras, Strbske Pleso, Eslovaquia
- Kempinski Palace Hotel, Portorož, Eslovenia
- Kempinski Hotel Bahia Estepona, Costa del Sol, España
- Kempinski Grand Hotel des Bains, St. Moritz, Suiza
- Grand Hotel Kempinski Geneve, Ginebra, Suiza
- Le Mirador Kempinski, Lago Ginebra, Suiza
- Kempinski Hotel The Dome, Belek, Turquía
- Kempinski Hotel Barbaros Bay, Bodrum, Turquía
- Çırağan Palace Kempinski, Estambul, Turquía

### Asia y África
- Commune by the Great Wall Kempinski, Pekín, China
- Kempinski Hotel Beijing Lufthansa Center, Pekín, China
- Kempinski Hotel Chengdu, Chengdu, China
- Kempinski Hotel Dalian, Dalian, China
- Kempinski Hotel Sanya, Isla de Hainan, China
- Kempinski Hotel Shenyang, Shenyang, China
- Kempinski Hotel Shenzhen, Shenzhen, China
- Kempinski Hotel Suzhou, Suzhou, China
- Kempinski Hotel Wuxi, Wuxi, China
- Kempinski Hotel Xi'an, Xi'an, China
- The Leela Palace Kempinski, Bangalore, la India
- The Leela Kempinski, Goa, la India
- The Leela Kempinski Gurgaon, Delhi, la India
- The Leela Kempinski Kovalam Beach, Kerala, la India
- The Leela Kempinski, Bombay, la India
- The Leela Palace Kempinski, Udaipur, la India
- Hotel Indonesia - Kempinski and Kempinski Residences, Yakarta, Indonesia
- Kempinski Khan Palace, Ulán Bator, Mongolia
- Djibouti Palace Kempinski, Yibuti, Yibuti
- Kempinski Hotel Soma Bay, Mar Rojo, Egipto
- Kempinski Hotel Amman, Amán, Jordania
- Kempinski Hotel Aqaba, Aqaba, Jordania
- Kempinski Hotel Ishtar, Mar Muerto, Jordania
- Kempinski Strand Hotel, Swakopmund, Namibia
- Kempinski Mokuti Lodge, Tsumeb, Namibia
- Kilimanjaro Hotel Kempinski, Dar es Salaam, Tanzania
- Bilila Lodge Kempinski, Serengeti, Tanzania
- Zamani Zanzibar Kempinski, Zanzíbar, Tanzania
- Kempinski Hotel N'Djamena, Yamena, Chad
- Gran Hotel Djibloho Kempinski, Oyala, Guinea Ecuatorial
- Emirates Palace, Abu Dabi, Emiratos Árabes Unidos
- Kempinski Hotel Ajman, Ajmán, Emiratos Árabes Unidos
- Kempinski Hotel Mall of the Emirates, Dubái, Emiratos Árabes Unidos
- Kempinski Hotel Fleuve Congo, Kinsasa, República Democrática del Congo

### América
- Gran Hotel Manzana Kempinski, La Habana, Cuba